# Ојстер Крик (Тексас)
Ојстер Крик (енгл. Oyster Creek) град је у америчкој савезној држави Тексас. По попису становништва из 2010. у њему је живело 1.111 становника.

## Демографија
Према попису становништва из 2010. у граду је живело 1.111 становника, што је 81 (6,8%) становника мање него 2000. године.
| Група             | 2000.       | 2010.       |
| Белци             | 905 (75,9%) | 762 (68,6%) |
| Афроамериканци    | 43 (3,6%)   | 42 (3,8%)   |
| Азијати           | 5 (0,4%)    | 4 (0,4%)    |
| Хиспаноамериканци | 201 (16,9%) | 261 (23,5%) |
| Укупно            | 1.192       | 1.111       |